# 發現金融
發現金融（Discover Financial Services）是美國的一家金融服務公司，该公司成立于1985年，運營發現銀行（Discover Bank）并发行发现卡（Discover）。該公司也是美國第三大信用卡發行商發現卡及大來國際的母公司。總部位於芝加哥郊外的里弗伍茲。
2025年5月18日，發現金融并入第一资本

## 外部連結
- Discover Financial Services official corporate site （页面存档备份，存于）
- Discover all services official site
- Discover Network official merchant, acquirer, and issuer services site （页面存档备份，存于）